# Robert Mifka
Robert Mifka (Praga, 28 aprile 1941 – 2 novembre 2018) è stato un cestista cecoslovacco.

## Carriera
Con la Cecoslovacchia ha disputato una edizione dei Mondiali (1970) e cinque dei Campionati europei (1963, 1965, 1967, 1969 e 1971).

## Palmarès
- Campionato cecoslovacco: 6

Spartak ZJŠ Brno: 1966-67, 1967-68
Slavia VŠ Praga: 1968-69, 1969-70, 1970-71, 1971-72
- Coppa delle Coppe: 1

Slavia VŠ Praga: 1968-69